# Vladimír Branislav
Vladimír Branislav (3. května 1935 Praha – 30. září 2015) byl český scenárista, dramaturg, reportér a režisér.

## Život
V 60. letech 20. století byl vedoucím redaktorem populárního televizního magazínu Zvědavá kamera. V roce 1968 byl propuštěn z Československé televize. V období 1977 až 1990 pracoval ve Sběrných surovinách. Nicméně v období normalizace dále tvořil. Psal pod pseudonymem Karel Vlček spolu s Jaromírem Kinclem televizní večerníčky, například O Rákosníčkovi a jiné. S televizí začal opět spolupracovat po pádu komunistické totality a od poloviny 90. let natočil několik televizních dokumentů.
V roce 1992 obdržel novinářské ocenění Českého literárního fondu Cenu křepelek za pohotovost, aktuálnost a profesionální úroveň zpracování materiálů. V roce 1996 získal cenu Trilobit Českého filmového a televizního svazu FITES za námět, koncepci a dramaturgii cyklu Takoví jsme byli my, dobří rodáci aneb Z letopisů Máselné Lhoty.